# مرغ کشیش سرخ شمالی
مرغ کشیش سرخ شمالی (نام علمی: Euplectes franciscanus) نام یک گونه از سرده جولاهای چندزنه است.